# Impronta genética

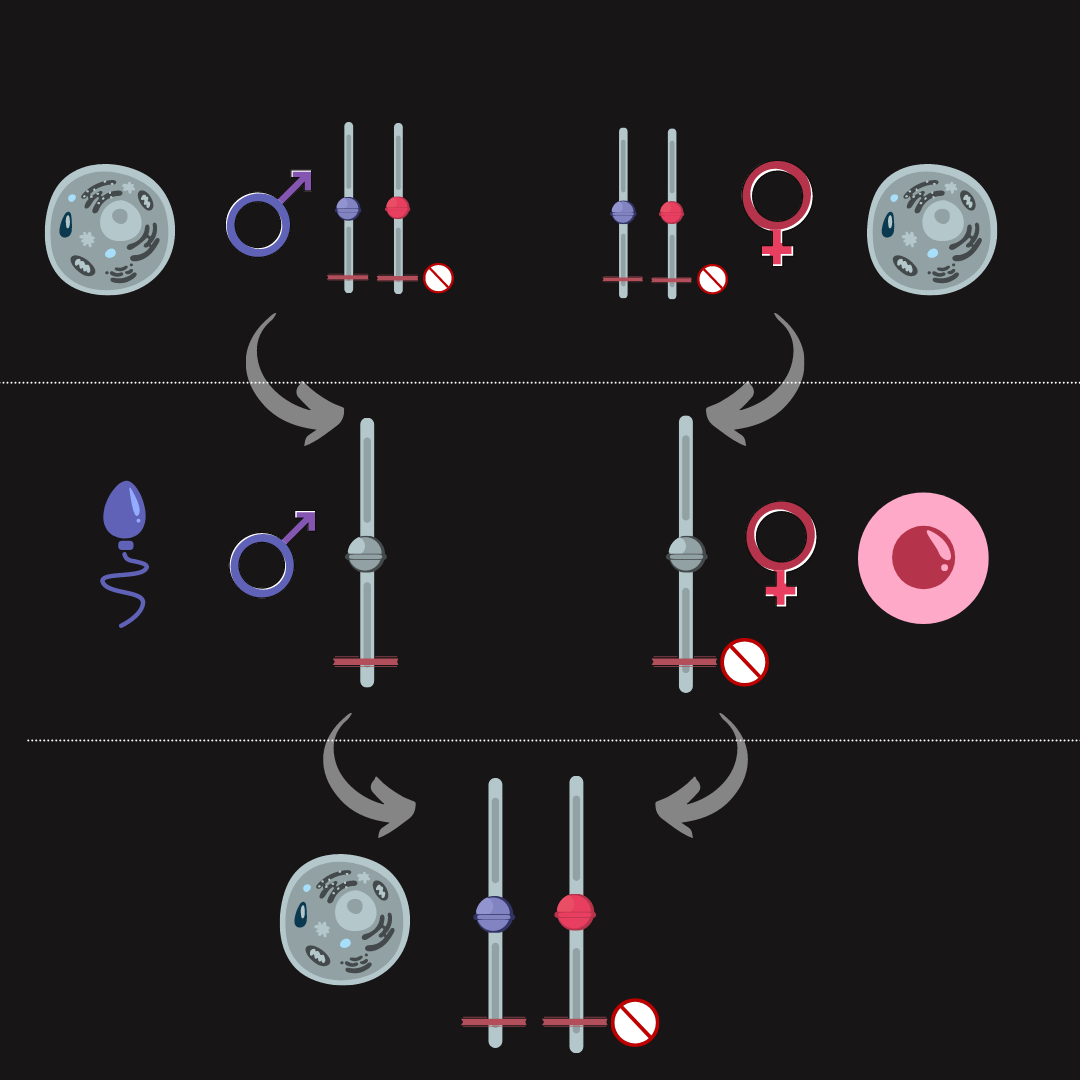
Imagen que muestra la impronta genética.

La impronta genética o "imprinting" es un fenómeno epigenético por el que ciertos genes son expresados de un modo específico que depende del sexo del progenitor. Es un proceso biológico por el cual un gen o dominio genómico se encuentra marcado bioquímicamente, indicando su origen parental. Las improntas pueden deberse a uniones covalentes (metilación de ADN) o no covalentes (interacciones ADN-ARN). El proceso de impronta requiere una maquinaria enzimática nuclear. Diferentes formas de impronta genética se han descrito en hongos, plantas y animales. No obstante, la impronta genética es un fenómeno mucho más raro en mamíferos, en los que la mayoría de los genes no son improntados.
En los organismos diploides las células somáticas tienen dos copias del genoma. Por lo tanto, cada gen autosómico está representado por dos copias o alelos, cada una de ellas heredada de un progenitor en la fertilización. En la gran mayoría de los genes de los autosomas, se expresan las 2 copias, tanto la procedente del padre, como la proveniente de la madre. Sin embargo en una pequeña proporción de los genes (<1%), su expresión depende de solo uno de los alelos, pues el otro está silenciado debido a la impronta genética. La expresión del alelo depende, por tanto, de su origen parental. Por ejemplo, el gen codificante para el factor de crecimiento insulínico tipo 2 (IGF2/Igf2), se expresa solo en el alelo heredado del padre, por lo que se tendría un caso de impronta materna. 
La impronta genómica parental se establece en la gametogénesis, en la que un cromosoma de cada pareja de homólogos es segregado al gameto. 
Un gen impreso, es decir, cuando tiene uno de los dos alelos silenciado,es funcionalmente haploide, lo que elimina la protección que confiere ser diploide contra mutaciones recesivas, además, su expresión puede ser desregulada epigenéticamente. Por tanto, estos genes representan locus susceptibles de ser alterados funcionalmente tanto genética como epigenéticamente. Actualmente, existen métodos para predecir el estado de impresión del genoma, diferenciando entre genes expresados monoalélicamente y bialélicamente.
La impronta genómica supone una de las excepciones a las leyes de Mendel por lo que está fuera de la llamada genética clásica.

## Introducción
La impronta genómica puede definirse como la expresión selectiva de un gen según el origen parental del alelo (paterno o materno).
En los organismos diploides (como los humanos), las células somáticas poseen dos copias del genoma, una heredada del padre y otra de la madre. Por lo tanto, cada gen autosómico está representado por dos copias, o alelos, con una copia heredada de cada padre en la fertilización. Para la gran mayoría de los genes autosómicos, la expresión se produce en ambos alelos simultáneamente. Sin embargo, en los mamíferos, una pequeña proporción (<1%) de los genes están impresos, lo que significa que la expresión génica se produce a partir de un solo alelo  (algunos estudios recientes han cuestionado esta afirmación, alegando que el número de regiones de  metilaciones, por ejemplo, del genoma humano, es mucho más grande de lo que se pensaba anteriormente).  El alelo expresado depende de su origen parental. Por ejemplo, el gen que codifica el factor de crecimiento similar a la insulina 2 (IGF2 / Igf2) solo se expresa a partir del alelo heredado del padre.
El término "impronta" fue introducido originalmente para describir un fenómeno observado en el insecto Pseudococcus nipae. En los pseudocóccidos (cochinillas de la harina) tanto el macho como la hembra se desarrollan a partir de un huevo fertilizado. En las hembras, todos los cromosomas permanecen en forma de eucromatina y funcionales. En los embriones destinados a convertirse en macho, un set haploide de cromosomas pasa a estar en forma de heterocromatina después de la sexta división celular y permanece como tal en la mayoría de los tejidos, de tal forma que los macho son funcionalmente haploides.
En insectos en general, la impronta afecta a cromosomas completos. En algunos insectos el genoma paterno completo es "silenciado" en la descendencia masculina, lo cual está implicado en la determinación del sexo. Los procedimientos de impronta producen efectos similares a los mecanismos en otros insectos que eliminan los cromosomas paternos heredados en la descendencia masculina, incluyendo la arrenotoquia.
En mamíferos, la impronta genética describe los procesos involucrados en la introducción de desigualdades funcionales entre dos alelos parentales de un gen.
La impronta genética puede también asegurar que los transposones permanezcan epigenéticamente silenciados por medio de la reprogramación gametogénica para mantener la integridad genómica.

## Genes improntados en mamíferos
Que la impronta genética pudiera ser un rasgo del desarrollo en mamíferos fue sugerido por primera vez en los años 70 por medio de experimentos de cruzamiento con ratones portadores de translocaciones cromosómicas. Experimentos de trasplante de núcleos en cigotos de ratón a principios de los 80 confirmaron que el desarrollo normal requiere la contribución de ambos genomas, el materno y el paterno. La mayor parte de los partenotes/ginogenotes (con dos genomas maternos o procedentes de un óvulo) o androgenotes (con dos genomas paternos o procedentes de un espermatozoide) mueren durante o antes de la fase de blastocisto o de implantación. En los pocos casos en los que se desarrollan hasta la fase de postimplantación, los embriones ginogenéticos muestran un mejor desarrollo embrionario en relación con el desarrollo placentario, mientras que para los androgenotes ocurre a la inversa. De cualquier forma, estos últimos casos fueron apenas descritos en varios artículos científicos del año 1984.
Casos de partenogénesis espontánea no ocurren en mamíferos debido a la impronta de genes. Sin embargo, en 2004, un grupo japonés consiguió, por medio de la manipulación experimental de la impronta por metilación paternal del gen del factor de crecimiento insulínico tipo 2 (Igf2), el nacimiento de un ratón llamado Kaguya con dos sets de cromosomas maternos (aunque no se trató de una verdadera partenogénesis, ya que se usaron células de dos hembras distintas). Los investigadores fueron capaces de tener éxito usando un óvulo de un progenitor inmaduro (reduciendo de esta manera la impronta materna) y modificándolo para expresar el gen Igf2, que es normalmente expresado en la copia paterna.
Los embriones partenogenéticos/ginogenéticos tienen el doble de la expresión normal de los genes maternos derivados y carecen de la expresión de los genes expresados paternalmente, lo contrario ocurre para los embriones androgenéticos. Se sabe que hay al menos 80 genes improntados en humanos y ratones, muchos de los cuales están implicados en el crecimiento y el desarrollo embrionario y placentario. La descendencia híbrida de dos especies distintas puede exhibir un crecimiento inusual debida a la nueva combinación de genes improntados.
Se han usado diferentes métodos para identificar genes improntados. En cerdos, Birchoff et al. en 2009 compararon perfiles transcripcionales usando microarrays de oligonucleótidos cortos (Affymetrix Porcine GeneChip) para estudiar los genes expresados diferencialmente entre partenotes (con dos genomas maternos y fetos control (con un genoma materno y el otro paterno). Un intrigante estudio sobre el transcriptoma de tejidos cerebrales de rató reveló más de 1300 loci improntados (aproximadamente 10 veces más de los conocidos hasta ese momento) por medio de la secuenciación de RNA (RNA-Seq) con secuenciadores Illumina a partir de híbridos F1 resultantes de cruces recíprocos. Estos resultados han sido, no obstante, puestos en duda por otros estudios que alegan que esto es una sobrestimación de alrededor de un orden de magnitud debida a un análisis estadístico erróneo.
En esta dirección y empleando técnicas de estudio de perfiles de metilación en todo el genoma por combinación de WGBS (Whole Genome Bisulfite Sequencing, secuenciación del genoma completo con bisulfito) y arrays Infinium HumanMethylation450 BeadChip, un reciente estudio de Court et al. ha podido identificar un número muy superior a lo esperado de DMRs (regiones diferencialmente metiladas) improntadas en muestras de diferentes tejidos humanos, muchas de las cuales no aparecen además improntadas en otros mamíferos, como los ratones.

### Mapeado genético de genes improntados
Al mismo tiempo que la generación de los embriones ginogenéticos y androgenéticos, también se generaban embriones de ratón que contenían solo pequeñas regiones derivadas de una fuente paterna o materna. La generación de una serie de tales disomías uniparentales, que juntas abarcan todo el genoma, permitió la creación de un mapa impreso. Aquellas regiones que cuando se heredan de un solo parental dan como resultado un fenotipo discernible contienen genes impresos. Investigaciones adicionales demostraron que dentro de estas regiones a menudo había numerosos genes impresos. Alrededor del 80% de los genes impresos se encuentran en grupos como estos, llamados dominios impresos, lo que sugiere un nivel de control coordinado. Más recientemente, el cribado del genoma para identificar genes impresos ha utilizado la expresión diferencial de ARNm de fetos de control y fetos partenogenéticos o androgenéticos hibridados en matrices de expresión,así como expresión génica específica de alelo utilizando matrices de genotipado SNP y secuenciación de transcriptoma.

### Mecanismos de impronta
La impronta genética es un proceso dinámico. Debe ser posible borrar y restablecer las improntas en cada generación de tal manera que los genes improntados en un adulto puedan expresarse en su descendencia (un ejemplo de ello son los genes maternos que controlan la producción de insulina, los cuales se improntan en un espécimen masculino pero pueden volver a ser expresados en cualquiera de sus descendientes que expresen esos genes). La naturaleza de la impronta es, por tanto, más epigenética que dependiente de la secuencia de ADN. En las células germinales, la impronta es borrada y a continuación restablecida de acuerdo al sexo del individuo: así por ejemplo, en los espermatozoides en desarrollo durante la espermatogénesis se establece una impronta paterna mientras que en los ovocitos que darán lugar a los futuros óvulos (durante la ovogénesis) se establece una impronta materna. Este proceso de borrado y reprogramación es necesario hasta el punto de que el estado de impronta de las células para el sexo del individuo. Tanto en plantas como en mamíferos existen 2 mecanismos principales que están implicados en establecer la impronta, la metilación del DNA y las modificaciones de histonas:
- La metilación del DNA tiene lugar preferentemente en las llamadas islas CpG, localizadas en las regiones promotoras de múltiples genes.
- Entre las modificaciones postraduccionales de histonas destacan la acetilación/desacetilación de residuos de lisina y la metilación.

En un reciente estudio publicado en 2014 se ha propuesto un nuevo mecanismo heredable de impronta en tejido placentario, independiente de la metilación del ADN y para el que se barajan dos hipótesis diferentes: una modificación de histonas que confiera la impronta en estos loci específicos de placenta o bien que DNMTs (metiltransferasas de DNA) puedan ser reclutadas a estos loci por un factor de transcripción aún desconocido durante la diferenciación trofoblástica.

## Enfermedades relacionadas
La impronta genética puede causar problemas en la clonación, dando lugar a células hija (clones) que tienen ADN que no está metilado en las posiciones correctas. Esto puede deberse a una falta de tiempo para que la reprogramación se lleve a cabo correctamente. 

### Infertilidad masculina
Errores epigenéticos en el gen H19 improntado pueden dar infertilidad en el esperma. La pérdida de metilación en el gen H19 ha sido una de las causas de dicha infertilidad.

### Síndrome de Prader-Willi/Angelman
Algunas enfermedades genéticas humanas están relacionadas con la impronta, entre ellas el síndrome de Angelman y el síndrome de Prader-Willi, ambos ligados a la misma región del cromosoma 15 (se hereda recíprocamente). Ambas enfermedades fueron las primeras relacionadas con la impronta genética que se descubrieron en humanos. Lo que provoca estas enfermedades es un error en la expresión de ciertos genes en la región 15q11-13 (brazo largo del cromosoma 15), siendo los genes afectados SNRPN y NDN cuando el problema de expresión reside en el cromosoma paterno y el gen UBE3A cuando es el cromosoma afectado es el materno. 
Lo que ocurre es que la expresión de estos genes es distinta en el cromosoma paterno y en el materno, puesto que, normalmente, el cromosoma materno se encuentra metilado en una región, lo cual desencadena en la expresión del gen UBE3A y hace que los otros genes antes mencionado no se expresen, por el contrario, en el cromosoma paterno esta región no se encuentra metilada, de forma que la expresión de estos genes va a darse al contrario, observando así que cada uno de estos genes se encontrará expresado en únicamente uno de los dos cromosomas. De esta forma, una delección de algunos de estos genes, una mutación en los mismos, o cualquier error de impronta que haga que la expresión de estos genes sea diferente a lo esperado en el cromosoma afectado desencadenará en la expresión de alguna de estas dos enfermedades. 
- La herencia paterna de una deleción de esta región está asociada con el síndrome de Prader-Willi.
- La herencia materna de la misma deleción está asociada con el síndrome de Angelman.

### Otras enfermedades
Otra enfermedad llamativa de este tipo es el síndrome de Beckwith-Wiedemann el cual afecta al cromosoma 11. Los seres vivos y especialmente aquellos con reproducción sexuada, heredamos dos copias de cada gen autosómico, una copia que proviene de la madre y otra copia que proviene del padre. Ambas copias son funcionales para la mayoría de los genes pero en algunos, una copia es silenciada, mientras la otra es funcional.
Además, diferentes estudios han observado que en niños nacidos a través de técnicas de reproducción asistida existe un mayor riesgo sufrir enfermedades epigenéticas (incluidos los llamados “desórdenes de impronta”, como los trastornos antes mencionados). Esto puede deberse a que, en un contexto clínico, los "loci" improntados específicos de tejido placentario puedan ser propensos a la inestabilidad epigenética durante el uso de las técnicas de reproducción asistida, ya que el primer paso de diferenciación que da lugar a trofectodermo ocurre cuando los blastocistos en desarrollo están en cultivo.
Asimismo, hay una teoría "imprinted brain theory" que dice que una impronta desequilibrada puede ser la causa autismo y psicosis.

## Mecanismos de control
Cuando queremos determinar si el imprinting genómico ha sido el mecanismo responsable de una patología, primero se tiene que buscar el árbol genealógico del afectado y comprobar que la enfermedad se da por igual en los dos sexos y en todas las generaciones.
Se puede sospechar del imprinting como causante de una enfermedad cuando la misma patología se expresa diferente entre los miembros de una misma familia. Una vez determinado esto, tenemos diferentes métodos de estudio para diagnosticar:

### Estudios citogenéticos

#### Cariotipaje convencional
Haciendo un cariotipaje convencional podemos observar diferentes aberraciones cromosómicas como translocaciones o duplicaciones. Cuando observamos en un paciente estas anomalías, tenemos que cariotipar también a los progenitores para determinar si se trata de una mutación de novo o de una mutación hereditaria (imprinting o no).

#### FISH
Mediante esta técnica podemos determinar si la región que creemos que ha estado sometida a imprinting ha sido deleccionada, translocada o duplicada. Este método solo nos permite observar imprinting originado por delecciones u otras anomalías cromosómicas, pero no los que tienen como origen las disomias uniparentales o las mutaciones en el centro del imprinting.

### Estudios moleculares
Consisten en el uso de pruebas moleculares para observar la implicación del imprinting en determinadas enfermedades.

#### Southern Blot
Mediante esta técnica se pueden estudiar las metilaciones del DNA. Se usan sondas específicas para el loci propensos a sufrir imprinting genómico (por ejemplo, el brazo largo del cromosoma 15, donde hay varios loci que son importantes en enfermedades como Prader-Willis o de Angelmann).
Se trata de una técnica muy sensible y específica que permite detectar las metilaciones pero no los mecanismos por los cuales se han formado. Para este método se requiere una gran muestra del paciente, pero podemos prescindir totalmente de analizar a sus progenitores.

#### PCR
Mediante una PCR tratada con bisulfato sódico podemos observar también los patrones de metilación. Este tratamiento con bisulfato sódico desamina las citosinas y las transforma en uracilos. Cuando las citosinas de la muestra se encuentran metiladas, el bisulfato sódico no tinene efecto y la citosina continúa siendo una citosina. Grácias a estas características, la PCR permite hacer una distinción entre la información genética que proviene del padre y la que proviene de la madre dependiendo de los patrones de metilación.

#### Polimorfismos en microsatélites
Son pruebas en las que se presuponen conocimientos previos referentes a que en el genoma de los individuos hay zonas que son polimórficas (diferentes), haciendo que cada individuo sea diferente de otro. Mediante el uso de microsalitélites se puede analizar las zonas críticas del imprinting (como el ejemplo antes mencionado del cromosoma 15). Con esta técnica podemos detectar cualquier vía de formación de imprinting (deleciones/translocaciones; disomias uniparentales; mutaciones en el centro de imprinting).